# 글로리아 스트룩
글로리아 스트룩(Gloria Stroock, 1924년 6월 15일 ~ 2024년 5월 15일)은 미국의 배우이다.
뉴욕에서 태어났다.

## 출연 작품

### 영화
- 폭소 대소동 (1977)
- 사랑은 선율을 타고 (1980, The Competition)
- 지옥의 7인 (1983)
- 브랜도 (2007, Brando) - 본인 (다큐멘터리)

### 텔레비전
- 형사 맥밀란 (1974-77)